# Нокере
Нокере (нидерл. Nokere) — деревня в регионе Фландрии на юго-западе провинции Восточная Фландрия, в Бельгии.

## История
Нокере расположен на окраине Фламандских Арденн и на границе с провинцией Западная Фландрия на территории между реками Шельда и Лис. Высота колеблется от 17,5 метров до 52,5 метров, а самая высокая часть территории составляет 67,5 метров. Ручьи — Маальбек, Холлебек и Кордалбек. Центр деревни построен на склоне Нокереберга. Изначально Нокере был независимой коммуной до муниципальной реорганизации 1977 года, когда он стал стал частью Крёйсхаутема, пока в 2019 году он не был объединён с новым объединенным муниципалитетом Крёйсем.
На территории Нокере были найдены различные предметы доисторического и галло-римского периода, из которых, вероятно, можно сделать вывод о существовании поселения.
Впервые Нокере упоминается в 1154-1155 годах как Ночере, название, которое может восходить к доисторическим временам. В этом документе также упоминается первый лорд Нокере Гизельбрехт ван Памеле-Ауденарде. В 1657 году Нокере получил титул баронства. Лорды последовательно принадлежали семьям Гавер-Клерхаут, де Крой, д'Оллеэн, де ла Вихте, ван Гра, де Геллинк, де Витте и Казье. Нокере принадлежал замку Ауденарде.
В 18 веке важное значение имели обработка льна и льняная промышленность. В 20 веке Нокере был в основном сельскохозяйственным и пригородным городом.

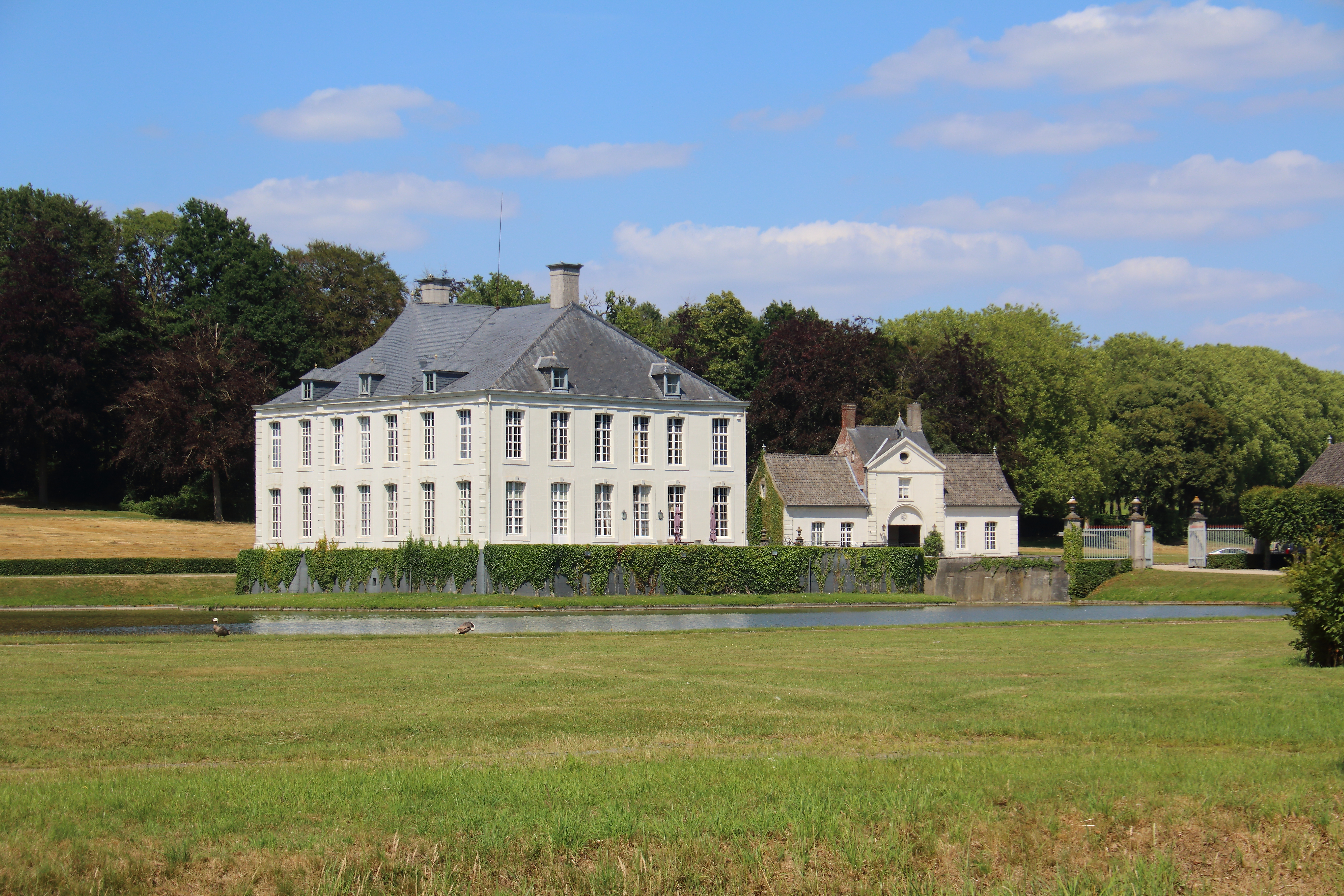
Замок Казьер
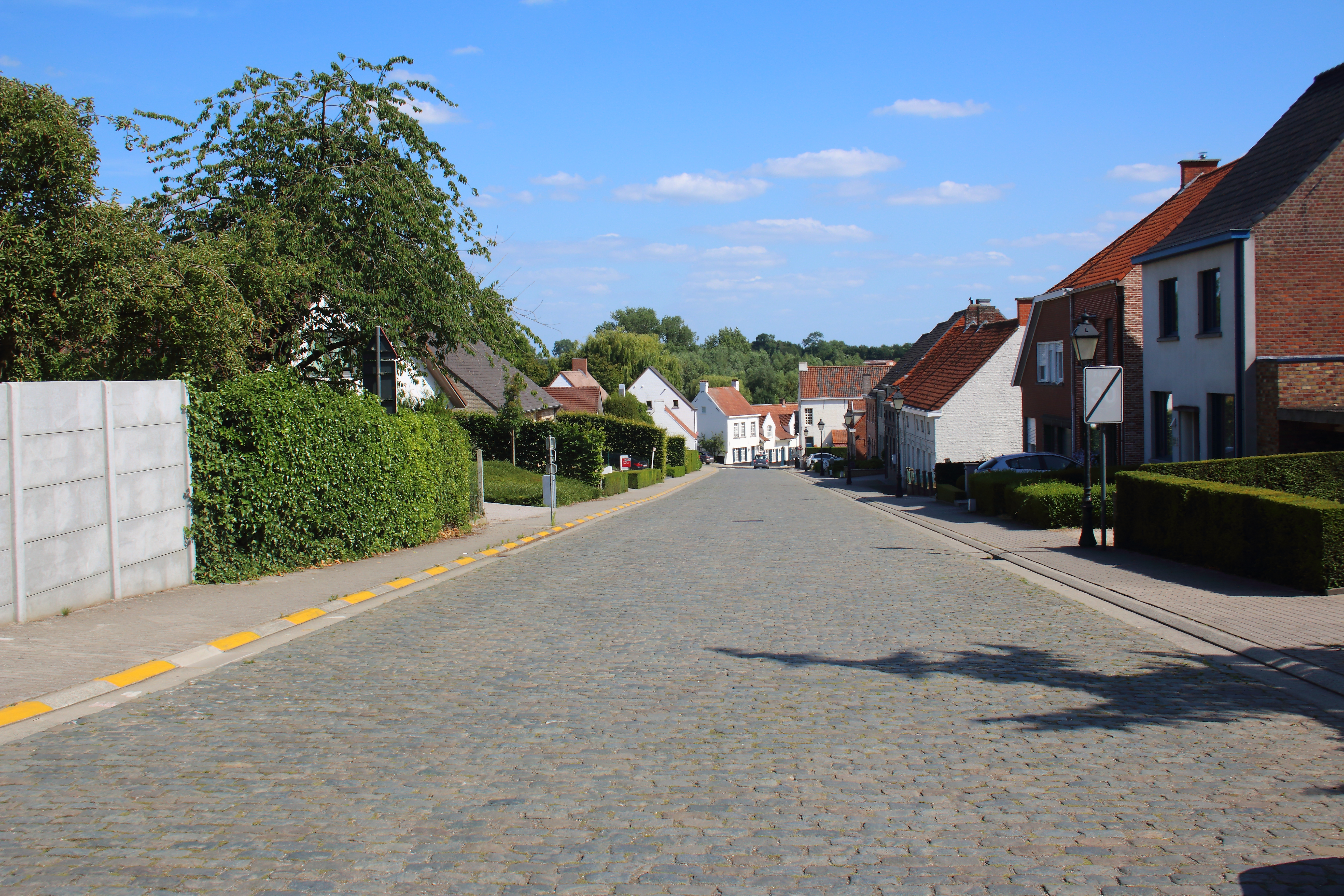
Нокереберг
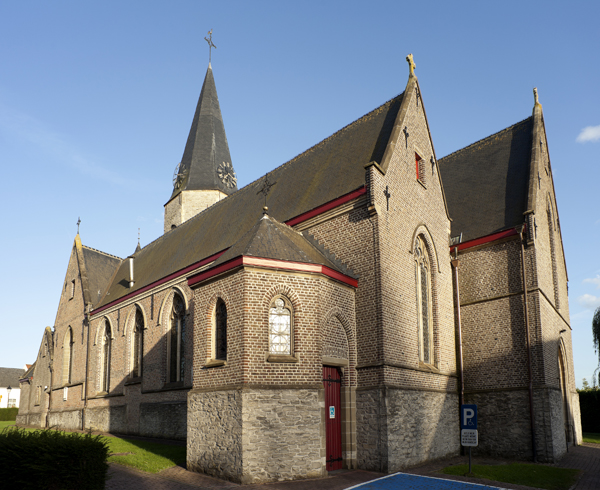
Церковь Св. Урсмара
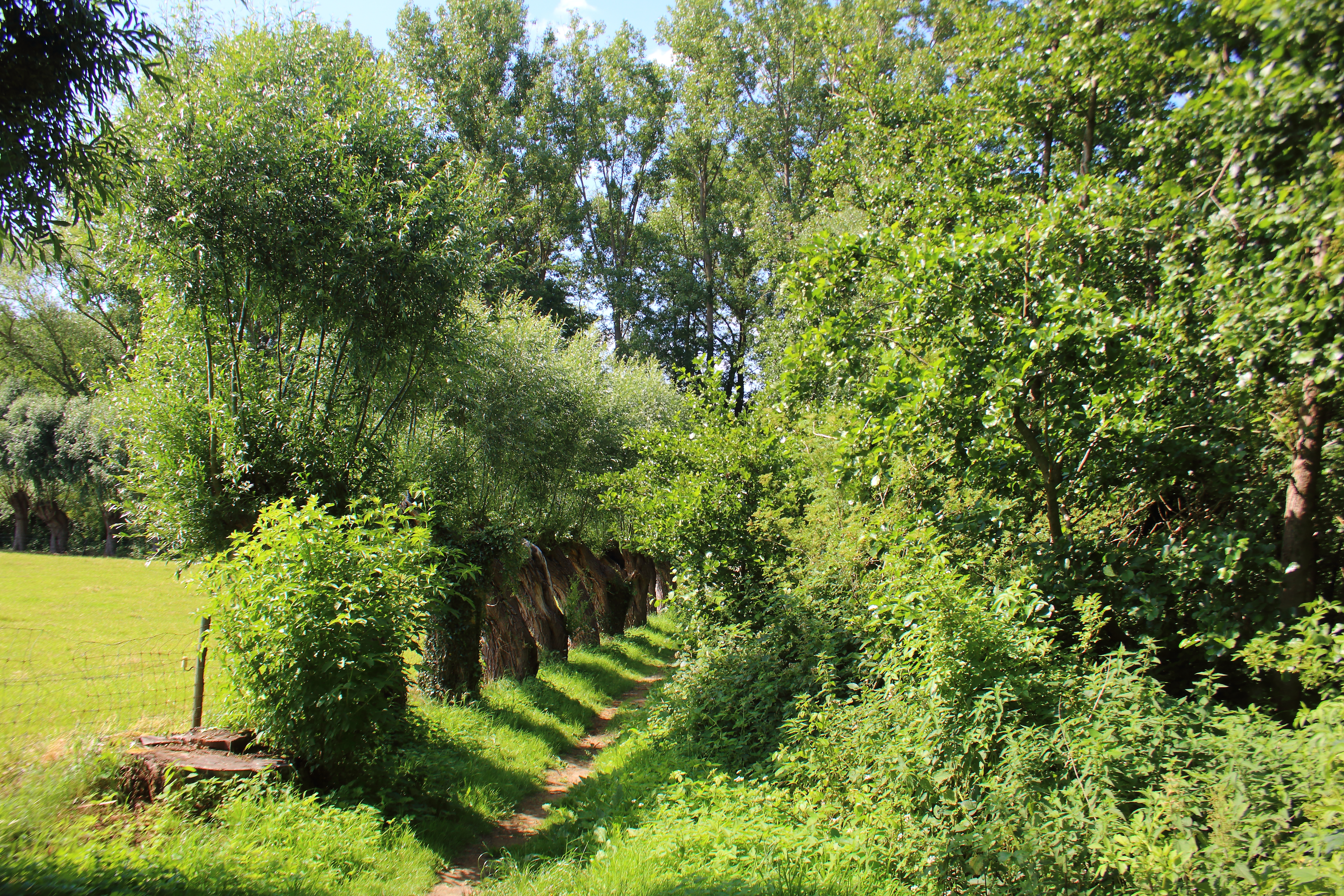
Кордаальбос